# Cetoprofeno
Cetoprofeno (em latim ketoprofenum)  é um fármaco da classe dos anti-inflamatórios não-esteróides (AINE), com efeitos analgésicos, anti-inflamatório e anti-reumático. Atua por inibição da produção de prostaglandinas e agregação plaquetária.  Usado na medicina veterinária e humana, prevalentemente em animais de pequeno porte, quimicamente trata-se de um derivado do ácido arilcarboxílico, pertencente ao grupo do ácido propiônico.
O cetoprofeno está indicado para o tratamento de sinais e sintomas da inflamação, como por exemplo traumas e fraturas, artrites e artroses, contusões, lombalgia (dor nas costas) e cervicalgias (torcicolos), além de inflamação da garganta. O cetoprofeno também é efetivo no alívio dos sintomas da dismenorréia.
Sintetizado em 1967 por químicos da Rhône-Poulenc, foi comercializado pela primeira vez em 1973 no Reino Unido e na França.

## Farmacocinética, mecanismo de ação e metabolismo
O cetoprofeno age inibindo a síntese de prostaglandinas através do bloqueio potente das enzimas ciclooxigenases. É conhecido por sua dupla ação sobre a COX-1 e COX-2. Aparentemente pode estabilizar as membranas lisossômicas e antagonizar as ações da bradicinina.  Absorvido rapidamente pela via oral, atinge pico de concentração plasmática em 1 ou 2 horas.  Liga-se 99% às proteínas plasmáticas e é conjugado com o ácido glicurônico no fígado; o conjugado é eliminado na urina.  Sua ação analgésica é central e atravessa a barreira hematoencefálica.

## Efeitos colaterais
Podem ocorrer raramente dor de estômago, náusea, vômitos, diarreia ou constipação. Dores de cabeça, vertigem, tontura. Reações alérgicas da pele e mais raramente reações alérgicas respiratórias como asma, angioedema de glote, choque anafilático.

## Precauções
O medicamento pode afetar a eficácia de DIUs. Os médicos observam e avaliam o uso com mais rigor em pacientes caso eles possuam as seguintes condições: anemia, função cardíaca comprometida, alterações da função renal e hepática, antecedentes de gastrite ou úlcera gastro-duodenal, discrasias sanguíneas e os que usam coagulantes. Seu fator de risco na gravidez é C/D.
Em caso de formulações tópicas o indivíduo não pode tomar sol. Geralmente, também em produtos cosméticos e filtros solares existe octocrileno substância que pode causar reações adversas em uso concomitante com o fármaco.

## Interações
Existem, de acordo com o sítio estadunidense Drugs.com, 327 interações medicamentosas conhecidas com o cetoprofeno. Destas, 37 são importantes, 280 moderadas e 10 são menores em grau de risco.